# Carex austrokoreensis
Carex austrokoreensis är en halvgräsart som beskrevs av Jisaburo Ohwi. Carex austrokoreensis ingår i släktet starrar, och familjen halvgräs. Inga underarter finns listade i Catalogue of Life.